# 銀之守墓人
《銀之守墓人》是中國零盟工作室在騰訊動漫連載的網絡漫畫，由閔尋編劇，月餅、老蔡和孟煥繪畫。2017年4月改編為動畫播出。

## 故事簡介
高中生陸水銀莫名進入到了以盜墓為主題的神秘遊戲，這裡被稱為神的陵墓，在這裡玩家的使命是盜取神留下的寶藏，所有的玩家都被稱為盜墓者！但剛剛進入遊戲的陸水銀卻被告知了關於這個遊戲的真相秘密以及自己的宿命！他將成為遊戲中唯一的守墓人，而他必須要達成作為守墓人的使命任務，五天後他將獨自面對上百萬的盜墓者玩家並阻止他們突破最終的關卡，阻止他們盜取神力！

## 登場角色
陸水銀
配音：（日）福山潤；（中）苏尚卿
金阳高中一年級。16年前陆游七从零号关卡抱出来的孙子，被神之陵选中的“守墓人”。
陸
配音：（日）齊藤佑圭；（中）咩咩
水银的祖父陆游七的养女，金阳高中校花，出生就觉醒血脉的盗血一族。
雙子星
配音：（日）小清水亞美；（中）唐小喜
華羚
配音：（日）西田望見；（中）乔诗语
菲比
配音：（日）水樹奈奈；（中）张喆
藍紹
配音：（日）鈴木裕斗；（中）杨天翔

## 電視動畫
Anime Japan2016出展中騰訊宣布動畫化計劃，2017年銀之守墓人動畫由繪夢日本分社（中文版寫為「東京繪夢」）負責製作，每話13分鐘。

### 主題曲
日本版本片頭曲
作詞、作曲：湊貴大，編曲：齋藤真也，演唱：曉月凜
片尾曲「The Game（不氪不爱）」
作詞：张汇泉，作曲、編曲：钱襄、沈辑，演唱：RiyO
中國版本片頭曲「与我同行」
作詞：张汇泉，作曲、編曲：钱襄、沈辑，演唱：鱼椒盐（和聲：张恋歌）
日本版本片頭曲「君 君 君」（第2期）
作詞、作曲：安樂謙一（CWF）、幕須介人、KIKI、Ryo Ito，演唱：

### 各話列表
| 話數 （日） | 話數 （中） | 日文標題 | 中文標題                   | 劇本              | 分鏡               | 演出     | 作畫監督                                | 總作畫監督 |
| ----------- | ----------- | -------- | -------------------------- | ----------------- | ------------------ | -------- | --------------------------------------- | ---------- |
| 第1話       | 1號關卡     |          | 被游戏牵绊的命运           | 木村英文          | 大倉雅彦           | 安藤健   | 中屋了 丹羽恭利                         | 津幡佳明   |
| 第2話       | 1號關卡     |          | 被游戏牵绊的命运           | 木村英文          | 大倉雅彦           | 安藤健   | 中屋了 丹羽恭利                         | 津幡佳明   |
| 第3話       | 2號關卡     |          | 最后的时光                 | 神山修一          | 山内重保           | 高林久弥 | 金濟亨 丹羽恭利                         | 津幡佳明   |
| 第4話       | 3號關卡     |          | 停服前的杀戮之夜           | 神山修一          | 山内重保           | 高林久弥 | 金濟亨 丹羽恭利                         | 津幡佳明   |
| 第5話       | 4號關卡     |          | 遗留下的讯息               | 神山修一 千明孝一 | 窪岡俊之           | 菱川直樹 | 鈴木奈都子 永田正美                     | 津幡佳明   |
| 第6話       | 5號關卡     |          | 初入盗墓者游戏             | 神山修一 千明孝一 | 窪岡俊之           | 菱川直樹 | 永田正美                                | 津幡佳明   |
| 第7話       | 6號關卡     |          | 最后的守墓人               | 千明孝一          | 大倉雅彦           | 野亦則行 | 鈴木光、保村成 宇良隆太、大久保雄       | 津幡佳明   |
| 第8話       | 7號關卡     |          | 首战告捷                   | 千明孝一          | 大倉雅彦           | 野亦則行 | 鈴木光、大久保雄                        | 津幡佳明   |
| 第9話       | 8號關卡     |          | 猎金盗团                   | 神山修一          | 木村延景           | 關田修   | 南伸一郎                                | 丹羽恭利   |
| 第10話      | 9號關卡     |          | 東山再起                   | 神山修一          | 木村延景           | 關田修   | 相坂直紀                                | 丹羽恭利   |
| 第11話      | 10號關卡    |          | 回忆所赋予的力量           | 川瀨敏文          | 萩原露光           | 萩原露光 | 吉岡敏幸                                | 津幡佳明   |
| 第12話      | 11號關卡    |          | 双子星真实形态登场         | 川瀨敏文          | 萩原露光           | 萩原露光 | 吉岡敏幸                                | 津幡佳明   |
| 第2期       |             |          |                            |                   |                    |          |                                         |            |
| 第1話       | 12號關卡    |          | 玩了这么久，先做个新手任务 | 李豪凌            | 李豪凌 安藤健      | 菱川直樹 | 岡野幸男、萩原正人 谷川亮介             | 津幡佳明   |
| 第1話       | 13號關卡    |          | 华羚...导师！？            | 李豪凌            | 李豪凌 安藤健      | 菱川直樹 | 鈴木奈都子、浪上悠里 市川敬三、谷川亮介 | 津幡佳明   |
| 第2話       | 14號關卡    |          | 打的就是你这中二！         | 李豪凌            | 李豪凌 安藤健      | 浅見松雄 | 飯飼一幸、永田正美                      | 津幡佳明   |
| 第2話       | 15號關卡    |          | 我今天也做回风一样的男子   | 李豪凌            | 李豪凌 周帆 安藤健 | 浅見松雄 | 南伸一郎、森悦史 森田実                 | 津幡佳明   |
| 第3話       | 16號關卡    |          | 1300元一顿饭，小意思好吗！ | 李豪凌            | 李豪凌 安藤健      | 深瀨重   | 小島絵美、谷川亮介 浪上悠里             | 津幡佳明   |
| 第3話       | 17號關卡    |          | 吃饱开始干活打怪！         | 李豪凌            | 李豪凌 安藤健      | 深瀨重   | 本多みゆき、萩原正人                    | 津幡佳明   |
| 第4話       | 18號關卡    |          | 你秒全场我秒你             | 李豪凌            | 李豪凌 周帆 安藤健 | 菱川直樹 | 門智昭、向山祐治                        | 津幡佳明   |
| 第4話       | 19號關卡    |          | 输血前请查清血型           | 李豪凌            | 李豪凌 周帆 安藤健 | 菱川直樹 | 門智昭、向山祐治                        | 津幡佳明   |
| 第5話       | 20號關卡    |          | 突破天际的财富             | 李豪凌            | 李豪凌 安藤健      | 武市直子 | 飯飼一幸、永田正美 森田実               | 津幡佳明   |
| 第5話       | 21號關卡    |          | 血多就可以任性地直面攻击！ | 李豪凌            | 周帆 李豪凌 安藤健 | 武市直子 | 飯飼一幸、森田実                        | 津幡佳明   |
| 第6話       | 22號關卡    |          | 傲娇猴哥生气了！           | 李豪凌            | 李豪凌 安藤健      | 菱川直樹 | 永田正美、谷川亮介 向山祐治、門智昭     | 津幡佳明   |
| 第6話       | 23號關卡    |          | 出发！去十字要塞           | 李豪凌            | 李豪凌 安藤健      | 菱川直樹 | 永田正美、向山祐治 門智昭、本多みゆき   | 津幡佳明   |

## 外部連結
- 腾讯动漫 《銀之守墓人》 （页面存档备份，存于）（简体中文）
- 電視動畫《银之守墓人II》官方網站（日語）
- 電視動畫《银之守墓人II》東京都會電視台節目官網 （页面存档备份，存于）（日語）